# ملعب فيرق
ملعب براق (بالملايوية: Stadium Perak)‏ هو ملعب كرة قدم يقع في فيرق، ماليزيا، أرضيته عشبية ويحتوي على مضمار. يتسع لـ 42500 متفرج. كان من الملاعب المستضيفة لمباريات كأس العالم تحت 20 سنة لكرة القدم 1997.

## التاريخ
بدأ بناء الملعب في 1965. تم تجديده في 1975.